# Apamea idonea
Apamea idonea är en fjärilsart som beskrevs av Augustus Radcliffe Grote 1882. Apamea idonea ingår i släktet Apamea och familjen nattflyn. Inga underarter finns listade i Catalogue of Life.